# معضلة التمساح
معضلة التمساح هي مشكلة غير قابلة للحل في المنطق. وتقول المعضلة أن تمساحاً سرق طفل ووعد الأب أن يعيده إليه إذا -وفقط إذا- تنبأ بشكل صحيح إذا ما كان التمساح سيعيد الطفل أم لا.
الحل يبدو منطقياً إذا تنبأ الأب بأن يعيد التمساح الطفل، لكن المعضلة تنتج إذا تنبأ الأب أن لا يعيد التمساح الطفل.
| إذا قرر التمساح أن | يبقي | الطفل، والأب تنبأ أن التمساح سوف | يبقي | الطفل، فالناتج سيكون | مفارقة .     |
| إذا قرر التمساح أن | يبقي | الطفل، والأب تنبأ أن التمساح سوف | يعيد | الطفل، فالناتج سيكون | الطفل سيبقى. |
| إذا قرر التمساح أن | يعيد | الطفل، والأب تنبأ أن التمساح سوف | يعيد | الطفل، فالناتج سيكون | الطفل سيعود. |
| إذا قرر التمساح أن | يعيد | الطفل، والأب تنبأ أن التمساح سوف | يبقي | الطفل، فالناتج سيكون | مفارقة.      |

وهي مشابهة لمعضلة جملة (أنا كذاب) فإن صدق فهو كاذب وإن كذب فهو صادق، وإنما تربعت الحلول في معضلة التمساح لأن فيها طرفين لا طرف واحد.